# 李猛 (1967年)
李猛（1967年2月—），男，安徽凤台人，中华人民共和国政治人物。现任中共辽宁省委常委、省纪委书记，辽宁省监察委员会主任。

## 生平
1987年7月，毕业于淮南师范专科学校（现淮南师范学院）政教系政教专业。1991年9月至1994年7月，在华东师范大学法政系中共党史专业研究生学习。1994年1月加入中国共产党。历任淮南市凤台县中学教师，合肥工业大学社科系教师，合肥工业大学党委统战部副主任科员、主任科员、正科秘书，合肥工业大学党委统战部副部长、部长。
2003年9月，任中共安徽省委党校副校长。2006年12月，任中共芜湖市委常委、市纪委书记。2008年11月，任中共芜湖市委副书记。2013年3月，任中共安徽省纪委副书记、安徽省监察厅厅长。2016年8月，任中共铜陵市委书记。2017年，当选中共十九大代表。2018年1月，任铜陵市人大常委会主任。
2019年12月，任中共德州市委书记。
2021年5月，任山东省人民政府副省长。
2022年6月，当选为中共山东省委常委，并担任省委政法委书记。
2024年3月，转任中共遼寧省委常委、省紀委書記，辽宁省监察委代理主任。
2025年1月，正式当选辽宁省监察委员会主任。